# Sleze
Sleze – amerykański zespół muzyczny uformowany w Seattle w roku 1984 z inicjatywy gitarzysty i basisty Johnny’ego Bacolasa, basisty Byrona Hansena, gitarzysty Zoli Semanate i perkusisty Jamesa Bergstroma. W ciągu dwóch lat aktywności, grupa pełniła w głównej mierze rolę cover bandu, który w 1986 przekształcony został w kwartet Alice N’ Chains. Rok później muzycy utworzyli własne projekty, między innymi Alice in Chains, My Sister’s Machine i Second Coming.

## Historia
Zespół Sleze założony został w roku 1984 przez uczniów Shorewood High School, gitarzystę i basistę Johnny’ego Bacolasa, basistę Byrona Hansena, gitarzystę Zoli Semanate i perkusistę Jamesa Bergstroma. Pomysłodawcą nazwy był Semanate. Muzycy zorganizowali w szkole konkurs na stanowisko wokalisty. James Bergstrom spotkał się z Kenem Elmerem, który zasugerował im, aby ci przesłuchali jego przyrodniego brata Layne’a Staleya, ówcześnie przedstawiającego się jako Layne Elmer. Obydwaj ustalili termin spotkania. Wbrew temu co twierdził Ken Elmer, matka Staleya Nancy McCallum, w udzielonym kilka lat później wywiadzie stwierdziła, że syn początkowo wahał się i był niezdecydowany. Ostatecznie zgodził się na udział w przesłuchaniach. Pierwsze próby odbywały się w piwnicy domu rodziców Bergstroma w Richmond Beach. „On przyszedł do naszego pokoju gdzie improwizowaliśmy, i był naprawdę bardzo nieśmiały, bojaźliwy” – przyznał Bacolas, wspominając proces przesłuchania Staleya. Zoli Semanate stwierdził, że Staley przyszedł na próbę w spodniach, na których wybielaczem miał napisane nazwy wykonawców muzycznych – „Ozzy” i „Mötley Crüe”. Timothy „Tim” Branom, który zajął się produkcją jednego z albumów demo zespołu wspomniał: „Mieli coś z Mötley Crüe, jednak z wpływem punka, coś co dziś można by określić mianem «wściekłego klimatu Seattle», ale jako glam metalowy zespół, używali czarnych szminek i mieli pomalowane na czarno paznokcie. To było dla nich bardzo radykalne, zwłaszcza że ich rodzice byli prostymi i wierzącymi ludźmi”.

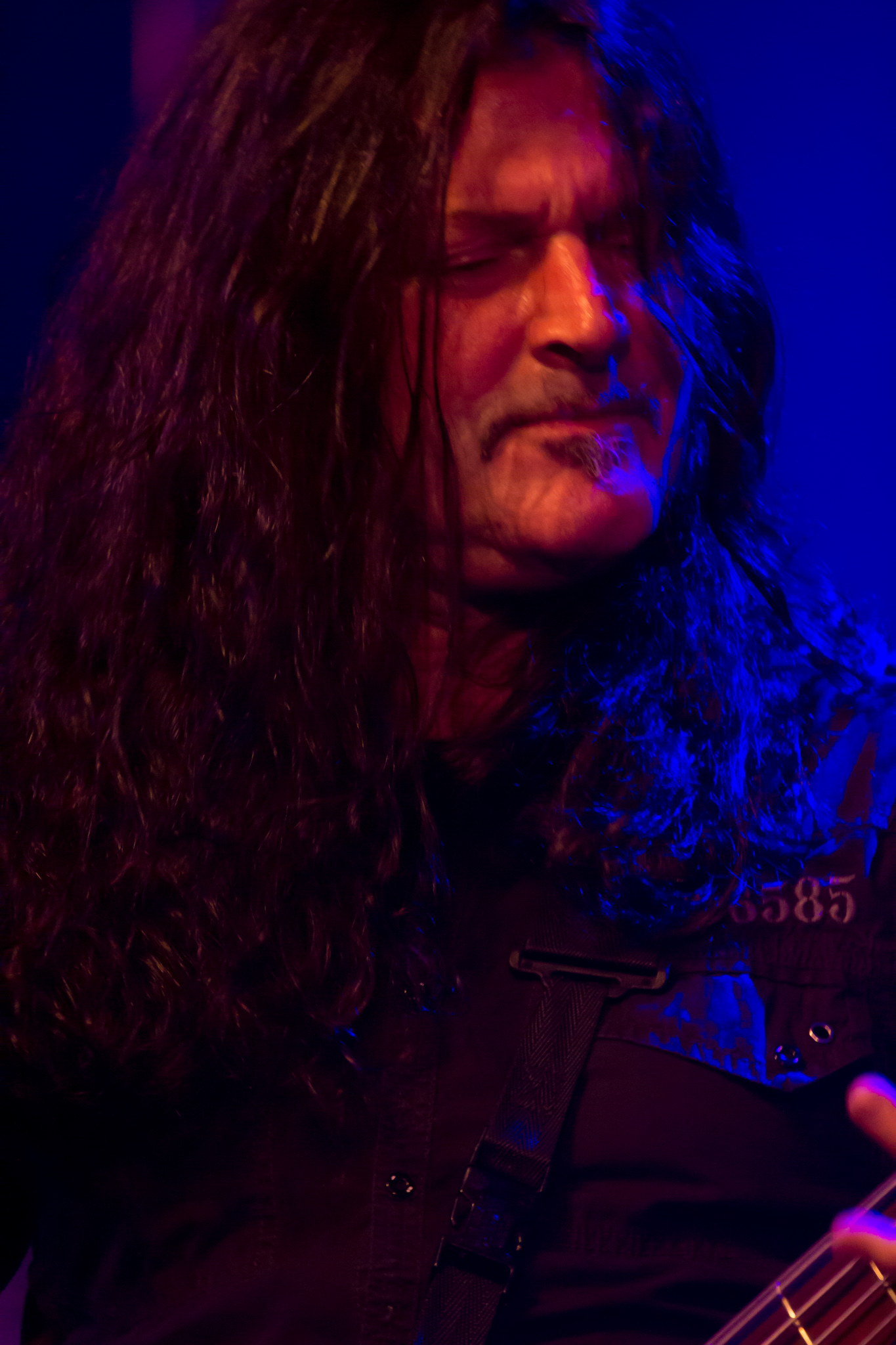
Jim Sheppard dołączył w 1985

Pierwszym utworem wykonanym przez zespół na próbie ze Staleyem, była prawdopodobnie kompozycja „Looks That Kill” z repertuaru Mötley Crüe. Byron Hansen przyznał, że „Mötley Crüe to był dokładnie taki zespół, jakim sami chcieliśmy być”. Wspomniał, że styl śpiewu Staleya mocno nawiązywał do Vince’a Neila.
„Layne miał coś niesamowitego w sobie. Miał bardzo charakterystyczny głos. Nie chcieliśmy szukać drugiego Morrisona czy Roba Halforda. Nie szukaliśmy tego. Po prostu znaleźliśmy coś wyjątkowego” – stwierdził Bacolas. Staley wykonał także na perkusji utwór „Red Hot”. Zespół odbywał próby kilka razy w tygodniu, stopniowo rozszerzając swój repertuar i umiejętności gry. Staley ćwiczył umiejętności wokalne w swoim domu, wzorując się między innymi na utworze „Metal Thrashing Mad” z repertuaru grupy Anthrax.
4 lutego 1985 zespół zagrał 45-minutowy występ podczas przerwy na lunch w Students Activities Center, potocznie nazywanym SAC w Shorewood High School. W formie żartu, Byron Hansen ręcznie zaprojektował plakat promujący koncert, na którym zasugerował, że Sleze to zespół satanistyczny. Narysował pentagramy i odwrócone krzyże. W trakcie występu grupa prezentowała w głównej mierze covery – „L.O.V.E. Machine” W.A.S.P., „Looks That Kill” z repertuaru Mötley Crüe, „False Alarm” Armored Saint, „Stakk Attakk” brytyjskiej kapeli Wrathchild, „Countess Bathory” z repertuaru thrash/blackmetalowej formacji Venom i „Black Magic” Slayera.
Niedługo po tym występie, matka Bergstroma zaprosiła członków zespołu wraz z rodzicami do pizzerii. W obawie przed złym wpływem Semanate na pozostałych muzyków, zdecydowano o jego odejściu. „Byłem prawdziwym dzieckiem draniem w tym zespole. Chciałem jedynie palić zioło i pić, typowe gówno które robię po dziś dzień” – wyznał. Następnego dnia po zdarzeniu, Staley zatelefonował do Semanate z informacją, że również odchodzi z zespołu. Planowali we dwóch utworzyć nowy projekt muzyczny o nazwie Fairfax. Ostatecznie Staley powrócił do Sleze, a miejsce Semanate zajął Chris Markham.
W tym samym roku Bergstrom i Hansen zorganizowali kolejny koncert zespołu. Odbył się on na terenie Lynnwood Rollerway. Muzycy wystąpili ponownie w Students Activities Center, w Lakeside School na terenie Seattle, gdzie Markham studiował oraz w Shorecrest High School w miejscowości Shoreline w stanie Waszyngton. Podczas ostatniego z koncertów, formacja zaprezentowała cover „Louie Louie” z repertuaru Richarda Berry’ego. Sleze zaprezentował się w Rock Theater, znanym klubie heavymetalowym na terenie Seattle. Był to ostatni występ Byrona Hansena w szeregach grupy, musiał on zrezygnować z powodu przeszczepu serca. Jego miejsce zajął Jim Sheppard. Pod koniec roku Staley z Bergstromem udali się do Lindbergh High School mieszczącej się w Renton, poszukując nowego gitarzysty w miejsce Chrisa Markhama, który opuścił szeregi zespołu. „James i Layne usłyszeli od kogoś, że mam świetną fryzurę i dobrze gram na gitarze” – wspominał Nick Pollock. Muzycy zorganizowali spotkanie, podczas którego Pollock został przyjęty do zespołu. Bacolas w tym czasie opuścił szeregi Sleze, lecz w niedługim odstępie czasu powrócił, obejmując stanowisko basisty. Grupa wyprowadziła się z garażu z domu rodziców Bergstroma. Staley był pomysłodawcą, by członkowie zespołu przenieśli się do nowo powstałego kompleksu sal prób, mieszczącego się przy moście Ballad Bridge. Matka Bergstroma, która była gorliwą chrześcijanką, nie akceptowała stylu ubierania się kolegów z zespołu. „Moja mama modliła się za nas wszystkich. Kochała każdego. Layne miał kurtkę na której był pentagram, więc zwykle musiał zakradać się na próby gdy przychodził do mnie do domu, aby jej nie urazić” – wspominał Bergstrom.
Wkrótce potem zespół postanowił zmienić nazwę na Alice N’ Chains i kontynuować swoją działalność muzyczną.

## Po rozwiązaniu
Dwa dni po opuszczeniu Sleze, gitarzysta Zoli Semanate dołączył do punk rockowej formacji The Dehumanizers, która stała się znana za sprawą debiutanckiego singla „Kill Lou Guzzo”, którego był on współautorem. Zespół Alice N’ Chains funkcjonował przez rok w składzie: Staley, Pollock, Bacolas i Bergstrom. Grupa zarejestrowała dwa albumy demo. Następnie członkowie utworzyli własne projekty muzyczne. Staley wraz z gitarzystą Diamond Lie, Jerrym Cantrellem założyli Alice in Chains, natomiast Nick Pollock i James Bergstrom dołączyli do funkowego zespołu Society, który po dziewięciu miesiącach uległ rozwiązaniu.
W 1989 Pollock założył formację My Sister’s Machine. Bergstrom dołączył do grupy Second Coming, prezentującej muzykę z szeroko pojętego rocka. W roku 1990 do składu dołączył Bacolas.

## Skład
Opracowano na podstawie materiału źródłowego:
| Oryginalny skład - Layne Staley – śpiew (1984–1986) - Johnny Bacolas – gitara (1984–1986) - Zoli Semanate – gitara (1984–1985) - Byron Hansen – gitara basowa (1984–1985) - James Bergstrom – perkusja (1984–1986) | Późniejsi muzycy - Chris Markham – gitara (1985–1986) - Jim Sheppard – gitara basowa (1985–1986) - Nick Pollock – gitara (1985–1986) - Mike Mitchell – gitara basowa (1986) |